# Anisomeridium leucochlorum
Anisomeridium leucochlorum är en lavart som först beskrevs av Johannes Müller Argoviensis, och fick sitt nu gällande namn av R. C. Harris. Anisomeridium leucochlorum ingår i släktet Anisomeridium och familjen Monoblastiaceae.   Inga underarter finns listade i Catalogue of Life.